# Археографски прилози
Археографски прилози је научни часопис у отвореном приступу из области археографије који издаје Народна библиотека Србије од 1979. године.

## О часопису
Археографски прилози је годишњак Археографског одељења Народне библиотеке Србије посвећен бројним аспектима проучавања најстаријих српских штампаних и рукописних књига. Аутори радова у часопису најчешће су чланови Археографског одељења и домаћи стручњаци, а са повећањем угледа часописа кроз године повећан је одазив страних аутора.

### Историјат
Археографско одељење основано је 1961. године под руководством проф. Владимира Алексејевича Мошина. По оснивању, задатак одељења био је да се први пут систематски попишу, опишу и проуче најстарије српске књиге од 12. до 19. века. Идеја да се оснује часопис у ком ће бити објављивани резултати рада Археографског одељења покренута је захваљујући проф. др Александру Младеновићу, тадашњем управнику одељења и мр Владимиру Стевановићу, тадашњем управнику Народне библиотеке. Поред уредника први уређивачки одбор чинили су угледни научни радници и академци др. Ђорђе Трифуновић, Ирена Грицкат, Гојко Суботић, Димитрије Богдановић и поједини чланови Археографског одељења. Први број Археографских прилога објављен је 1979. године, а у њему су се могли наћи радови чланова одељења и домаћих аутора. Данас Археографски прилози уживају велик углед у домаћим, а и страним славистичким круговима.

## Рубрике
Сталне рубрике у часопису су: чланци и расправе, критике и прикази и хроника. Повремене рубрике су библиографски прилози, ситни прилози, поводи и извештаји.

## Штампани и електронски облик часописа
Археографски прилози излазе у штампаном облику у 300 примерака, а од двоброја 22/23 за 2000/01. годину такође излазе и у електронском облику на веб презентацији Народне библиотеке Србије у одељку Издања.

## Уређивачки одбор
Уређивачки одбор Археографских прилога чине уредници Ласло Блашковић и проф. др Татјана Суботин-Голубовић, секретар Одбора др Владан Тријић, инострани чланови Српске академије наука и уметности проф. др Аксинија Џурова и Анатолиј Турилов. Остали чланови Одбора су Радоман Станковић, Катарина Мано-Зиси, др Јасмина Недељковић, доц. др Драгана Новаков и др Драган Пурешић.

## Категоризација часописа
Археографски прилози по Категоризацији научних часописа Министарства просвете, науке и технолошког развоја припадају категорији научних часописа од националног значаја.